# ملعب أحمد زبانة
ملعب أحمد زبانة هو واحد من أكبر وأهم الملاعب في الجزائر يوجد بمدينة وهران، يلعب فيه نادي مولودية وهران لكرة القدم ونادي الملعب الوهراني للريغبي.

## أهم المنافسات التي إحتضنها
- 1958: مباراة ريال مدريد ضد ستاد ريمس (ودية)
- 17 جوان 1965: مباراة منتخب الجزائر ضد منتخب البرازيل بقيادة الأسطورة بيليه
- 1960: نهائيات كأس العالم العسكرية
- 1989: مباراة مولودية وهران ضد الرجاء البيضاوي (نهائي دوري أبطال إفريقيا)
- 1992: مباراة شبيبة القبائل ضد أولمبي الشلف (نهائي كأس الجمهورية الجزائرية)
- 1999: مباراة مولودية الجزائر ضد شبيبة القبائل (نهائي بطولة الدوري الجزائري)

## معرض الصور

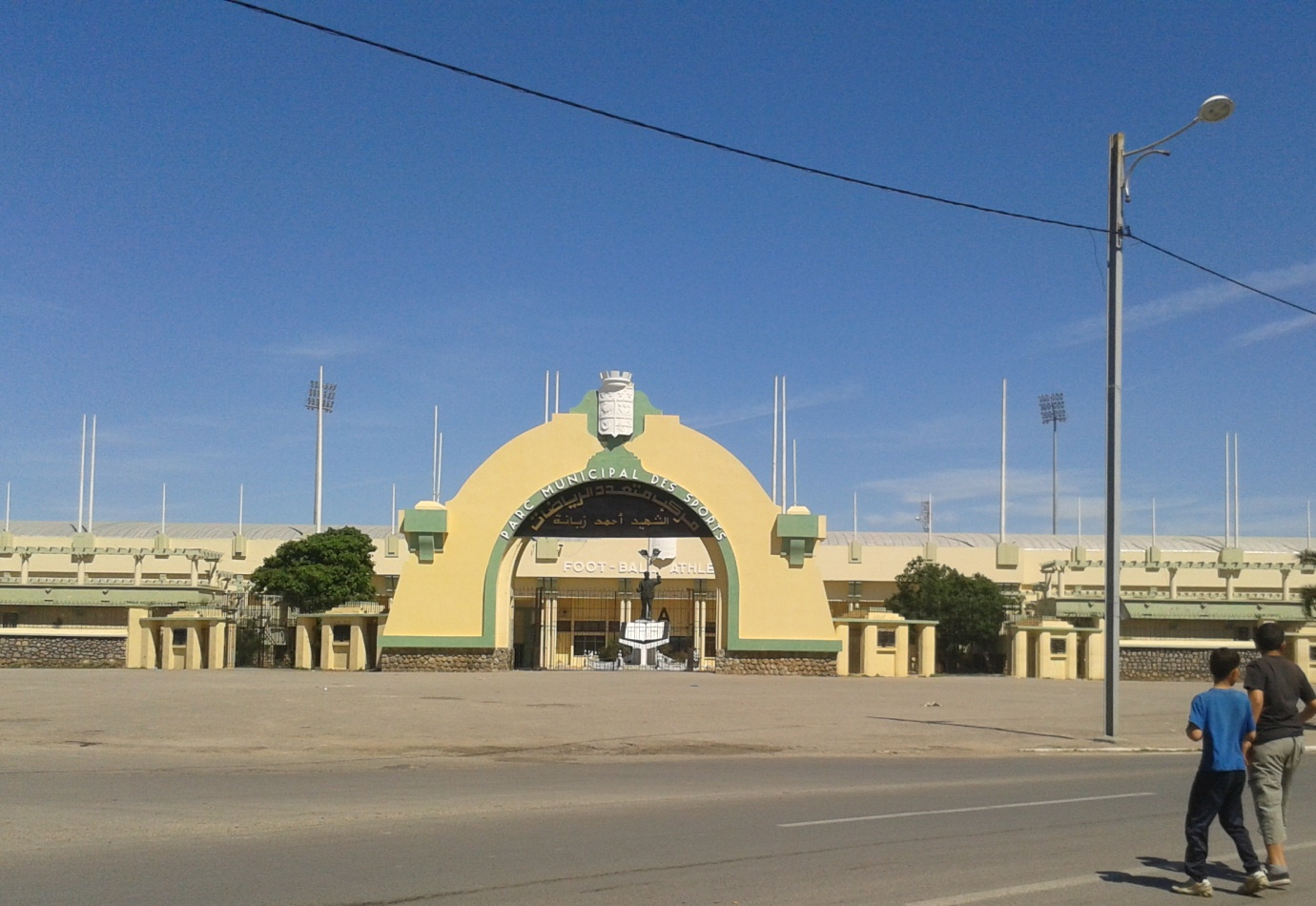
مدخل الملعب
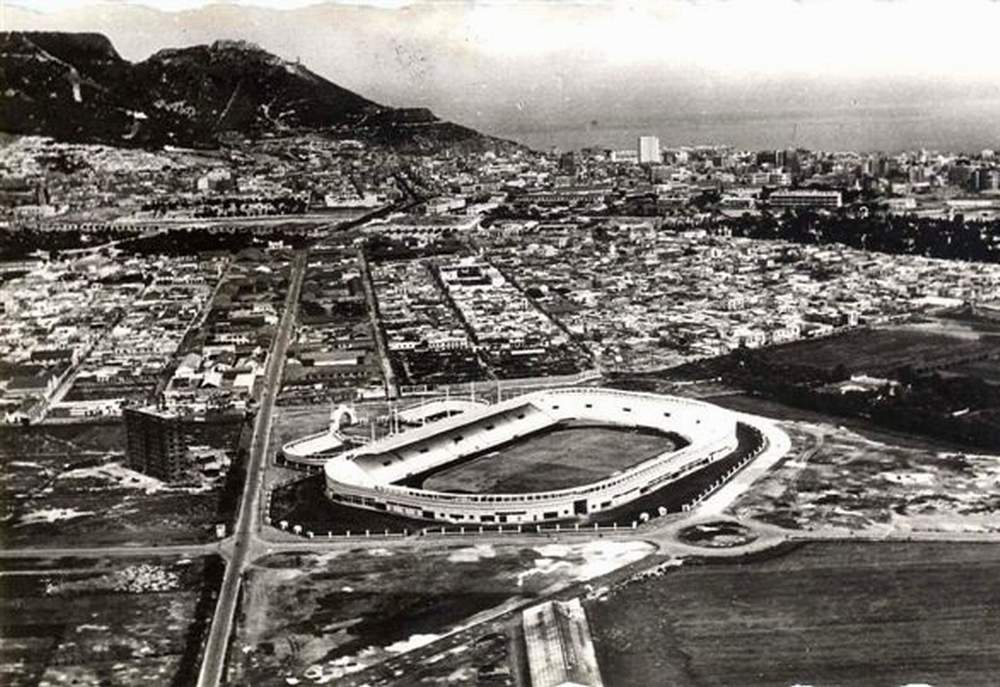
صورة قديمة للملعب

1. ↑  Stadium profile- mondedufoot نسخة محفوظة 01 ديسمبر 2017 على موقع واي باك مشين.
2. ↑  "Résumé de la rencontre, vidéo d'archive INA". مؤرشف من الأصل في 2017-10-29.

- البطاقة الفنية لملعب أحمد زبانة (موقع كورة)